# Encephalartos aplanatus
Encephalartos aplanatus és una espècie de gimnosperma de la divisió Cycadophyta, família Zamiaceae, originària de l'est de la regió de la Ciutat del Cap (Sud-àfrica). Es troba en estat vulnerable segons la Unió Internacional per a la Conservació de la Natura (UICN), ja que ha disminuït substancialment en els últims 20 anys, especialment a Eswatini on seria classificada com en perill d'extinció, però les poblacions més grans a Moçambic estan aparentment menys afectades. Qualificada com a Vulnerable segons el criteri A basat en una disminució del 30-40% en tres generacions, sota el criteri B a causa d'una extensió estimada d'ocurrència de 295 km² (sis posicions), i el criteri C a causa a una mida de població de només 2.000 a 4.000 individus i contínua disminució.

## Distribució i hàbitat
Encephalartos aplanatus és endèmic de Sud-àfrica, i es produeix de manera natural a la part nord-oriental de Eswatini. Creix a l'ombra dels arbres de fulla caduca, als boscos de barrancs bastant secs. No creix en simpatría amb E. villosus o E. umbeluziensis. Només se sap que existeix una colònia.

## Descripció
Aquesta espècie sol tenir una única tija subterrània una mica exposada. En general, produeix de 2 a 8 fulles erectes, arquejandes, de fins a 3,5 m de llarg les quals les enfonsen horitzontalment amb l'edat. Les fulles tenen un pecíol de fins a 200 mm de llarg. Els raquis inferiors es cobreixen amb un indument blanquinós. Les fulles madures són de color verd fosc i brillant, els folíols són retorçats i ondulats. Les valves estan dirigides cap a l'àpex, i les fulletes són oposades uns 180 graus entre si. Les fulletes proximals disminueixen progressivament de grandària, i finalment, reduïdes a espines. La mitjana de pinnes són de fins a 300 mm de llarg, 40 mm d'ample, estretament ovades, disminuint fins a una punta amb les dues marges dentats escassament, molt poques vegades senceres.